# Estlands økonomi
Estlands økonomi er en udviklet økonomi, og landet er medlem af EU og eurozonen. Estonia's economy is heavily influenced by developments in the Finnish and Swedish economies.
Før anden verdenskrig var landets økonomi baseret på landbrug, men der var en stor videnssektor, med universitetsbyen Tartu der er kendt for sine videnskabelige fremskridt, og en voksende industrisektor, der lignede Finland. Estiske produkter som smør, mælk og ost var kendt på de vesteuropæiske markede. Deres primære handelspartner var Tyskland og Storbritannien, og kun 3% af landets handel foregik med Sovjetunionen . Estland og Finland har relativt sammenlignelige.
Sovjetunionen besættelse og annektering af Estland i 1940 og den efterfølgende kampe mellem Nazityskland og Sovjetunionen under anden verdenskrig ødelagde store dele af landet og den estiske økonomi. Efter krigen blev Estland en del af Sovjetunionen og blev sovjettificeret, og landet økonomi og industri blev en del af Sovjetunionens planøkonomi.
Efter landet bevægede sig væk fra kommunisme i slutningen af 1980'erne og blev selvstændig i 1991 overgik landet til markedsøkonomi. I 1994 blev landet det første i verden der indførte flad skat med en ensartet skat på 26% uagtet personens indkomst. Estland modtog flere udenlandske investeringer per indbygger i anden halvdel af 1990'erne end noget andet land i Central- og Vesteuropa. Mellem 2005 og 2008 blev indkomstskatten reduceret fra 26% til 21% i flere trin.
| Land     | Eksport | Import |
| -------- | ------- | ------ |
| Finland  | 16%     | 14%    |
| Sverige  | 19%     | 8%     |
| Letland  | 10%     | 9%     |
| Rusland  | 8%      | 8%     |
| Litauen  | 6%      | 9%     |
| Tyskland | 5%      | 11%    |
| Holland  | 4%      | 8%     |

I 2008 blev Estland rangeret som nr. 12 ud af 162 lande på Index of Economic Freedom, hvilekt var det bedste af tidligere sovjetstater. Samme år var landet dog i bunden af listen af europæiske lande i forhold til markedsfrihed, men regeringen arbejdede på forbedringer.
Den 1. januar 2011 overgik Estlands valuta fra kroon til euroen, og blev dermed den første af de tidligere sovjetstater, der blev en del af eurozonen.
I 2013 var Estland nr 21 på World Bank Group liste Ease of Doing Business Index.